# Günther Oberdorfer
Günther Oberdorfer (* 2. April 1899 in Steinbach, Tirol; † 8. März 1989 in Graz, Steiermark) war ein österreichischer Elektrotechniker. 

## Leben
Von 1924 bis 1937 arbeitete er bei den österreichischen Siemens-Schuckertwerken in Wien. 
Danach war er bis 1945 Professor für Elektrotechnik an der Technischen Hochschule in Berlin-Charlottenburg und anschließend bis 1970 Professor an der Technischen Hochschule in Graz mit den Schwerpunkten Anlagen- und Hochspannungstechnik. Im Studienjahr 1955/56 war er Rektor der Technischen Hochschule Graz. Im Jahr 1982 erhielt er den VDE-Ehrenring.

## Werke
- Die Maßsysteme in Physik und Technik; Wien : Springer, 1956
- Die Größenlehre in Physik und Technik; Graz, Leykam, 1986
- Das Internationale Maßsystem und die Kritik seines Aufbaus; Leipzig : Fachbuchverlag, 1969
- Das System Internationaler Einheiten <SI> : Standort in der Größenlehre; Wien : Springer, 1977
- Kurzes Lehrbuch der Elektrotechnik; Wien : Springer, 1952
- Lehrbuch der Elektrotechnik, 4 Bände, diverse Auflagen. München : Leibniz-Verlag und Oldenbourg-Verlag, 1939 bis 1965
- Lexikon der Elektrotechnik; Wien : Springer, 1951
- Die Ortskurventheorie der Wechselstromtechnik; Wien : Deuticke, 1950 und München, Berlin : Oldenbourg, 1934
- Die Rolle Österreichs in einem europäischen Verbundnetz : (Das Spine-Netz); Wien : Springer, 1950
- Das natürliche Masssystem : Kritische Untersuchung der Grundlagen zur Aufstellung eines universellen Masssystems für Physik und Technik; Wien : Springer, 1949
- Der Erdschluss und seine Bekämpfung; Wien : Springer, 1930
- Das Rechnen mit symmetrischen Komponenten;  Leipzig : Teubner, 1929